# Saint-Georges-Haute-Ville
Saint-Georges-Haute-Ville és un municipi francès situat al departament del Loira i a la regió d'Alvèrnia-Roine-Alps. L'any 2007 tenia 1.228 habitants.

## Demografia

### Població
El 2007 la població de fet de Saint-Georges-Haute-Ville era de 1.228 persones. Hi havia 467 famílies de les quals 91 eren unipersonals (32 homes vivint sols i 59 dones vivint soles), 166 parelles sense fills, 194 parelles amb fills i 16 famílies monoparentals amb fills.
La població ha evolucionat segons el següent gràfic:
Habitants censats

### Habitatges
El 2007 hi havia 525 habitatges, 476 eren l'habitatge principal de la família, 34 eren segones residències i 15 estaven desocupats. 507 eren cases i 18 eren apartaments. Dels 476 habitatges principals, 396 estaven ocupats pels seus propietaris, 73 estaven llogats i ocupats pels llogaters i 7 estaven cedits a títol gratuït; 14 tenien dues cambres, 46 en tenien tres, 177 en tenien quatre i 239 en tenien cinc o més. 426 habitatges disposaven pel capbaix d'una plaça de pàrquing. A 142 habitatges hi havia un automòbil i a 305 n'hi havia dos o més.

### Piràmide de població
La piràmide de població per edats i sexe el 2009 era:
| Homes | Edats   | Dones |
| ----- | ------- | ----- |
| 0     | 95 o +  | 0     |
| 0     | 90 a 94 | 8     |
| 0     | 85 a 89 | 16    |
| 0     | 80 a 84 | 4     |
| 24    | 75 a 79 | 28    |
| 16    | 70 a 74 | 12    |
| 16    | 65 a 69 | 32    |
| 24    | 60 a 64 | 16    |
| 20    | 55 a 59 | 32    |
| 40    | 50 a 54 | 28    |
| 64    | 45 a 49 | 52    |
| 64    | 40 a 44 | 56    |
| 40    | 35 a 39 | 60    |
| 20    | 30 a 34 | 44    |
| 48    | 25 a 29 | 24    |
| 32    | 20 a 24 | 32    |
| 32    | 15 a 19 | 60    |
| 52    | 10 a 14 | 44    |
| 16    | 5 a 9   | 56    |
| 28    | 0 a 4   | 24    |

## Economia
El 2007 la població en edat de treballar era de 826 persones, 616 eren actives i 210 eren inactives. De les 616 persones actives 590 estaven ocupades (309 homes i 281 dones) i 26 estaven aturades (14 homes i 12 dones). De les 210 persones inactives 90 estaven jubilades, 75 estaven estudiant i 45 estaven classificades com a «altres inactius».

### Ingressos
El 2009 a Saint-Georges-Haute-Ville hi havia 482 unitats fiscals que integraven 1.298 persones, la mediana anual d'ingressos fiscals per persona era de 18.981 €.

### Activitats econòmiques
Dels 35 establiments que hi havia el 2007, 1 era d'una empresa extractiva, 2 d'empreses alimentàries, 1 d'una empresa de fabricació d'altres productes industrials, 12 d'empreses de construcció, 11 d'empreses de comerç i reparació d'automòbils, 2 d'empreses de transport, 1 d'una empresa financera, 1 d'una empresa immobiliària, 3 d'empreses de serveis i 1 d'una entitat de l'administració pública.
Dels 13 establiments de servei als particulars que hi havia el 2009, 1 era un taller de reparació d'automòbils i de material agrícola, 3 paletes, 3 guixaires pintors i 6 fusteries.
L'únic establiment comercial que hi havia el 2009 era una botiga de menys de 120 m².
L'any 2000 a Saint-Georges-Haute-Ville hi havia 24 explotacions agrícoles que ocupaven un total de 280 hectàrees.

## Equipaments sanitaris i escolars
El 2009 hi havia una escola elemental.

## Poblacions més properes
El següent diagrama mostra les poblacions més properes.